# Lagonosticta
Lagonosticta là một chi chim trong họ Estrildidae.

## Các loài
- Lagonosticta landanae: Sẻ lửa mỏ nhạt
- Lagonosticta larvata
- Lagonosticta nitidula: Sẻ lửa nâu
- Lagonosticta rara: Sẻ lửa bụng đen
- Lagonosticta rhodopareia: Sẻ lửa Jameson
- Lagonosticta rubricata: Sẻ lửa châu Phi
- Lagonosticta rufopicta: Sẻ lửa ngực vạch
- Lagonosticta sanguinodorsalis: Sẻ lửa núi
- Lagonosticta senegala: Sẻ lửa mỏ đỏ
- Lagonosticta umbrinodorsalis: Sẻ lửa Reichenow
- Lagonosticta vinacea
- Lagonosticta virata: Sẻ lửa Mali